# Euphorbia sparsiglandulosa
Euphorbia sparsiglandulosa là một loài thực vật có hoa trong họ Đại kích. Loài này được Ponert mô tả khoa học đầu tiên năm 1973.